# Кнорринг, Карл Фёдорович
Карл Фёдорович Кнорринг (Карл Генрих фон Кнорринг, нем. Carl Heinrich von Knorring; 22 мая 1746 — 12 февраля 1820), российский военный и государственный деятель второй половины XVIII и начала XIX веков, со 2 марта 1799 года начальник Кавказской дивизии (инспекции), управлял Грузией и Астраханской губернией (включавшей в то время территории будущей Кавказской губернии) фактически до начала 1803 г.

## Биография

### Происхождение
Из эстляндских дворян, потомок древнего швабского рода Кнорринг, поселившегося в Прибалтийском крае в XVI веке.

### Учёба
В 1758 году вместе с братом Богданом, поступил в Сухопутный шляхетский кадетский корпус в Санкт-Петербурге (находился в Меншиковском дворце). Окончил кадетский корпус в 1764 году, в царствование Екатерины II.

### Военная карьера
Выпущен на службу корнетом в Астраханский карабинерный полк.
В составе полка принимал участие в первой Русско-турецкой войне 1768—1774 годов, в ходе которой в 1771 году дослужился до чина секунд-майора.
Затем служил в Казанском кирасирском и Бугском егерском корпусе.
Участвовал во второй Русско-турецкой войне 1787—1792 годов и за отличие при штурме Очакова был награждён орденом св. Георгия 4 степени.
В 1789 году Кнорринг произведен в полковники и переведён в Ингерманландский пехотный, а через два года в Таврический гренадерский полк.
В 1794 году был произведён в бригадиры, в 1796 году назначен шефом Ревельского мушкетерского полка (3 декабря 1796 — 2 марта 1799 года).
С 27 января 1797 года генерал-майор, с 11 сентября 1798 года генерал-лейтенант.
26.11(6.12).1798 года генерал-лейтенант Карл Фёдорович Кнорринг назначен вместо И. И. Моркова инспектором Кавказской линии по инфантерии и заведующим пограничными делами Кавказской области.
В 1799 году назначен шефом Казанского мушкетерского полка (2.03.1799-11.09.1802).
11 июня 1800 года — Кавалер Большого Креста ордена Св. Иоанна Иерусалимского за номером 118.

### Главнокомандующий в Грузии (1801—1803)
18 января 1801 года император Павел I подписал манифест о присоединении Грузии к России. Смерть царя Георгия XII и переход власти к Давиду XII в декабре 1800 года обострил обстановку в стране. Царица Дареджан (вдова Ираклия II) и её сыновья категорически отказались признать власть царевича Давида XII, а также присоединение Грузии к России.
Весной 1801 года, после убийства Павла I, на престол взошёл Александр I. По воцарении Александра I Кноррингу пришлось принять деятельное участие в судьбе Грузии. Хотя она была присоединена к России ещё при императоре Павле I, его преемник решил ещё раз рассмотреть вопрос о присоединении, который немного не соответствовал представлениям о международном праве Александра I и части членов только что созданного им Государственного Совета. Другая же часть членов Государственного Совета, наоборот, была за присоединение. При таких обстоятельствах Кнорринг был послан императором с Кавказской линии в Грузию, чтобы на месте определить положение страны и её потребности, а также беспристрастно ответить на вопросы: имеет ли Грузия возможности оставаться полностью независимым государством и поддерживает ли население этой страны действия российских властей.

Пробыв в Грузии 3 недели, Кнорринг представил доклад, в котором однозначно высказался за присоединение Грузии. После обсуждения положения в Грузии (и доклада К. Ф. Кнорринга, в том числе) на Государственном Совете Манифестом от 12 сентября 1801 года Александром I был подтвержден манифест императора Павла от 18 января 1801 года о присоединении «на вечные времена» Картли-Кахетинского царства в подданство России. Правление грузинских царей было заменено правлением Верховного Грузинского Правительства, первым главнокомандующим которого был назначен Кнорринг:
Единое достоинство, единая честь и человечество налагают на Нас священный долг, вняв молению страждущих, в отвращение их скорбей, учредить в Грузии правление, которое могло бы утвердить правосудие, личную и имущественную безопасность и дать каждому защиту закона. А посему, избрав нашего генерал-лейтенанта Кнорринга быть главнокомандующим посреди вас, дали Мы ему полные наставления открыть сие правление особенным от имени Нашего объявлением и привести в силу и действие предначертанное от Нас постановление, к исполнению коего приобщая избранных из вас по достоинствам и по общей доверенности, уповаем, что вы, вверясь правлению сему, несомненно под сенью оного начально спокойствие и безопасность обрящете, а потом и благоденствие и изобилие.
9 апреля 1802 года Кнорринг торжественно въехал в Тифлис и 8 мая открыл там российские губернские присутственные места.
Грузинское дворянство долго официально не хотело признавать Манифест Александра I, ибо по нему грузинская царская династия фактически полностью теряла свою самостоятельность в Грузии; 12 апреля Кнорринг собрал всех знатнейших его представителей в Сионском соборе Тифлиса и все-таки добился от них принесения присяги российскому престолу.
Кноррингу не долго пришлось занимать свой высокий пост. Ситуация в Грузии, по мнению императора, требовала более жестких мер по пресечению недовольства грузинской знати и более активных последующих военных действий в Закавказье. 11 сентября 1802 года Кноррингу повелено было состоять по армии, а на посту главнокомандующего в Грузии его сменил грузин по происхождению князь Павел Цицианов, который был назначен также инспектором пехоты на Кавказе и Астраханским военным губернатором. Фактически же П. Д. Цицианов сменил Кнорринга на его посту только к началу 1803 года. Дальнейшая дипломатическая деятельность и военная активность Цицианова привела не только к его убийству в 1806 году при переговорах у г. Баку, но и к убийству представителями грузинского царского рода следующего по старшинству военного чина в Грузии того времени — генерал-майора И. П. Лазарева в апреле 1803 года. Ценой, в том числе, и таких жертв ситуация в Грузии и соседних с ней землях перед началом Отечественной войны 1812 года все-таки была в значительной мере стабилизирована.
Привезенный же Карлом Фёдоровичем в Петербург проект реформ по Грузии не удостоился высочайшего одобрения.
4 февраля 1803 года Кнорринг подал прошение об отставке, которое и было удовлетворено.

## Брак и дети
Он женился на Варваре Владимировне Давыдовой (? - 1836), которая к тому времени уже дважды овдовела. Детей от этого брака не было.

## Наследие
Генерал-лейтенант Карл Кнорринг в Москве владел домом № 37 на Остоженке. Во время московских пожаров войны 1812 года особняк сгорел, а генерал умер в 1820 году, так и не отстроив усадьбу. Похоронен на московском Введенском кладбище.